# Sankt Georgen bei Salzburg
Sankt Georgen bei Salzburg is een gemeente in de Oostenrijkse deelstaat Salzburger Land, gelegen in het district Salzburg-Umgebung. De gemeente heeft ongeveer 2900 inwoners.

## Geografie
Sankt Georgen bei Salzburg heeft een oppervlakte van 25 km². De grensgemeente ligt in het middennoorden van Oostenrijk, de westelijke en zuidwestelijke gemeentegrens is tevens de grens met de Duitse deelstaat Beieren en wordt gevormd door de bedding van de Salzach.
Anif · Anthering · Bergheim · Berndorf bei Salzburg · Bürmoos · Dorfbeuern · Ebenau · Elixhausen · Elsbethen · Eugendorf · Faistenau · Fuschl am See · Großgmain · Göming · Grödig · Hallwang · Henndorf am Wallersee · Hintersee · Hof · Koppl · Köstendorf · Lamprechtshausen · Mattsee · Neumarkt am Wallersee · Nußdorf am Haunsberg · Oberndorf bei Salzburg · Obertrum · Plainfeld · Schleedorf · Seeham · Seekirchen am Wallersee · St. Georgen bei Salzburg · St. Gilgen · Straßwalchen · Strobl · Thalgau · Wals-Siezenheim
- Gemeinsame Normdatei: 4237594-0
- Virtual International Authority File: 239082330
- WorldCat: E39PBJfh8bF6F33cCR3mrCYF8C